# Rafał Gikiewicz
Rafał Gikiewicz (Olsztyn, 1987. október 26. –) lengyel labdarúgó, jelenleg az Augsburg játékosa. Testvére, Łukasz Gikiewicz szintén labdarúgó.

## Pályafutása

### Klubcsapatokban
Több kisebb lengyel klubban kezdte karrierjét, majd 2008-ban leigazolta a Jagiellonia Białystok csapata. 2010 augusztusában egy évre kölcsönbe került a OKS Olsztyn csapatához, de félév múlva visszarendelték. 2011 januárjában négy és fél évre aláírt a Śląsk Wrocław-hoz. 2014 nyarán elhagyta hazáját és Németországba igazolt az Eintracht Braunschweig klubjához, majd 2016 augusztusában az SC Freiburg játékosa lett. 2018 júniusában 200 ezer euróért igazolta le 2 évre az 1. FC Union Berlin csapata. 2018. október 7-én az 1. FC Heidenheim elleni Bundesliga 2-es mérkőzésen megszerezte felnőtt pályafutása első gólját. 2020. július 1-jén csatlakozott az Augsburg csapatához.

### A válogatottban
2019 júniusában meghívott kapott a felnőtt válogatottba az Észak-Macedónia és az Izrael elleni 2020-as labdarúgó-Európa-bajnokság selejtező mérkőzéseire, de pályára nem lépett.

## Sikerei
- Jagiellonia Białystok
  - Lengyel kupa: 2009-10

- Śląsk Wrocław
  - Lengyel bajnokság: 2011-12
  - Lengyel szuperkupa: 2012